# Thingmen

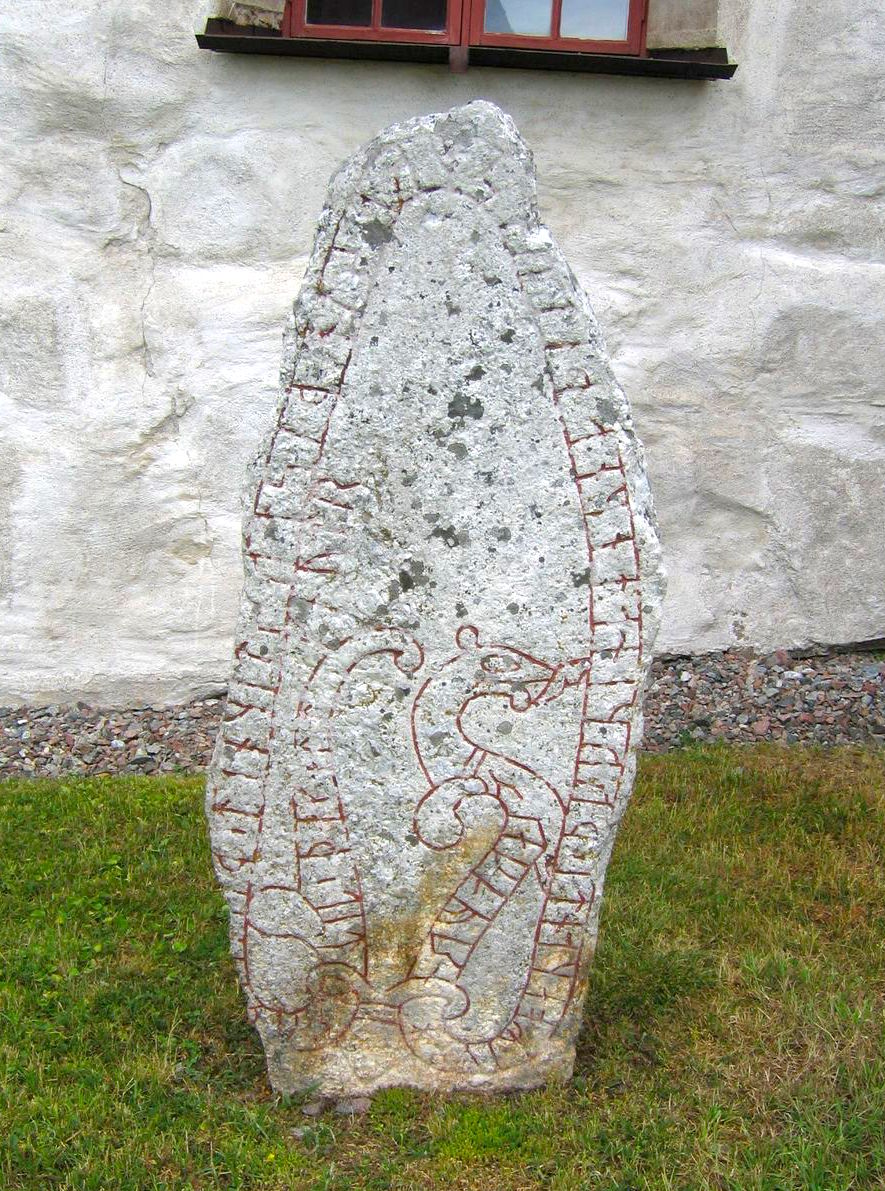
Pieta runica U 344 di Yttergärde, su cui è inciso che Ulf di Borresta riscosse tre danegeld, l'ultimo da Canuto I d'Inghilterra nel 1018..

I Thingmen (noti anche come Þingalið (pronouncia IPA: ˈθiŋaliθ, letteralmente "gruppo dell'assemblea") erano un esercito al servizio dei re di Danimarca nel periodo 1013-51, finanziato tramite tassazione diretta che aveva origine in un tributo chiamato heregeld.
Era composto soprattutto da scandinavi ed aveva inizialmente una forza di 3000 huscarl ed una flotta di 40 navi, che in seguito fu ridotta. I suoi ultimi resti furono sciolti da Edoardo il Confessore nel 1051.
Nell'XI secolo, tre corti esterne alla Scandinavia erano particolarmente famose nel reclutare truppe scandinave: Novgorod-Kiev (i Rus' di Kiev) circa 980-1060, Costantinopoli (la Guardia variaga) 988-1204, e Inghilterra 1018-1051. La Scandinavia era però un luogo di reclutamento anche per coloro che desideravano attaccare l'Inghilterra, e per questo si rese necessaria la difesa che fu organizzata dal re danese Canuto il Grande. I Thingmen attraevano mercenari svedesi, e probabilmente anche qualche norvegese.

## Storia

### Formazione e struttura
Nel 1012 re Etelredo II d'Inghilterra pose fine a numerosi anni di devastanti attacchi portati da un esercito danese guidato da Thorkell l'Alto, pagando dei costosi danegeld. Molti razziatori si dispersero, ma Thorkell stesso entrò al servizio degli inglesi con 45 navi e le loro ciurme. Questi uomini, con base a Greenwich, furono pagati con i soldi raccolti tramite il sistema di tassazione creato per il pagamento del danegeld. Rimasero leali ad Etelredo durante l'invasione danese di re Swein Barbaforcuta nel 1013, che alla fine scacciò Etelredo dal paese. Quando egli restaurò il proprio potere in Inghilterra nel 1014, dopo la morte di Swein, Etelredo riprese al proprio servizio Thorkell ed i suoi uomini, i quali continuarono a ricevere grandi quantità di denaro. Nel 1015 Thorkell, accompagnato da 9 navi, si unì alla nuova invasione dell'Inghilterra portata dal figlio di Swein, Canuto. Secondo una saga successiva, questo tradimento fu dovuto al massacro di un gruppo di danesi portati in Inghilterra da Swein e comandati dal fratello di Thorkell, Hemming. Secondo la Cronaca di Firenze di Worcester, le 40 navi che disertarono Etelredo per unirsi a Canuto appena giunto in Inghilterra, guidate dall'ealdorman Eadric Streona di Mercia, erano condotte da equipaggi danesi. Se così fosse, potrebbe trattarsi del resto dei primi seguaci di Thorkell che erano rimasti al servizio di Etelredo quando il capo se ne andò.
Nonostante gli scontri del 1015 posero fine a questo tentativo di mantenere una tassa per il pagamento di mercenari scandinavi in Inghilterra, si trattò di un precedente seguito da Canuto dopo la conquista dell'Inghilterra, completata nel 1016. Buona parte del suo esercito di invasione fu sciolto e fece ritorno in patria, ma 40 navi ed i loro equipaggi furono tenuti al servizio del re. Il cronista danese del XII secolo Svend Aagesen narra una storia di come questi uomini furono scelti. Secondo questo racconto, Canuto aveva attratto numerosi uomini, e molti di loro non avevano avuto la possibilità di distinguersi in battaglia. Per questo motivo decise di scegliere coloro che erano più importanti per discendenza o ricchezza al fine di formare una guardia reale. Fece gridare ad un araldo un proclama secondo il quale solo che aveva armi particolarmente costose poteva entrare a far parte degli huscarl. Dopo questo proclama, i meno ricchi si ritirarono mentre i guerrieri di successo, che avevano raccolto un buon bottino di guerra, usarono il ricavato per abbellire le loro armi con oro e argento. Canuto scelse 3000 uomini che diventarono I Thingmen . I Thingmen avevano le loro leggi, che rafforzavano la qualità dell'unione, anche se erano nettamente distinti dal re.

### Successivo sviluppo e scioglimento
Tramite il sistema di Canuto di tassazione diretta in argento, basato su un inventario del valore delle terre usato saltuariamente da Etelredo come espediente per innalzare le quote del danegeld, fu creata una tassa annua per supportare queste truppe, un pagamento che divenne noto come heregeld (tassa per l'esercito). Ogni uomo veniva pagato con 8 marchi d'argento, 12 marchi per il guerriero che comandava la nave. Non appena la nuova dinastia danese ebbe consolidato la propria posizione, il numero delle truppe impiegate fu ridotto considerevolmente. A partire dal regno del figlio di Canuto, Aroldo I d'Inghilterra, che prese il potere nel 1035, furono mantenute in servizio solo 16 navi. Il fratellastro di Harold, Canuto II, gli successe nel 1040 e giunse con una flotta dalla Danimarca, aumentando drasticamente le tasse al fine di pagare 60 o 62 navi nel suo primo anno di regno in Inghilterra, ma riducendola a 32 navi già nel 1041. Questa tassa provocò violente rivolte. Edoardo il Confessore salì al trono nel 1042, e ridusse ulteriormente le truppe tanto che, nel 1050, utilizzava solo 14 navi. Nello stesso anno 9 di loro furono dismesse, e nel 1051 le forze rimaste furono sciolte e l'heregeld abolito.

## Pietre runiche
Numerosi dei membri del Thingmen vengono commemorati sulle pietre runiche, come le pietre runiche vichinghe e le pietre runiche dell'Inghilterra. Un esempio è la pietra di Komstad eretta in memoria di Vrái, che servì in Inghilterra col fratello Gunni, cosa che lo stesso Vrái scrisse sulla pietra di Sävsjö. Altri esempi sono la pietra di Kålsta, in cui due figli ricordano che il padre fu membro del Thingmen, e la pietra di Gåsinge eretta in memoria di un guerriero che servì Canuto il Grande.